# Тракс, Дерек
Де́рек Тракс (англ. Derek Trucks, род. 8 июня 1979) — американский гитарист.
C 1999 по 2014 год участник группы «The Allman Brothers Band», он делил своё время между ней, своей собственной группой «The Derek Trucks Band» и гостевым сотрудничеством с такими группами-единомышленниками, как «Gov’t Mule» и «Widespread Panic». При этом Тракс создал себе имя не только в качестве постоянного участника всякого рода джем-концертов и джем-коллективов, но и самостоятельного музыканта, видного деятеля современной рок-музыки. В 2010 году руководимый им «The Derek Trucks Band» стал обладателем «Грэмми» в категории «Лучший современный блюзовый альбом».
В 2003 году в своём «Списке ста величайших гитаристов всех времен» журнал «Роллинг стоун» поместил Дерека Тракса на 81 место, а в 2011 году (в новой версии списка) — на 16-е.

## Дискография
- См. «Derek Trucks § Discography» в английском разделе.